# Evangelický kostel (Suchdol nad Odrou)
Evangelický kostel v Suchdole nad Odrou je kostelem postaveným v roce 1852–1858. Původně luterský kostel je v současnosti vlastnictvím Českobratrské církve evangelické. Je postavený v arkádovém stylu podle vídeňského architekta Ludwiga Förstera, který přepracoval plány od stavitele Appelta z Bilska, který tuto stavbu započal.

## Historie
Kostel byl po druhé světové válce zkonfiskován. Do vlastnictví sboru ČCE byl předán roku 2008. V roce 2014 byla do patrové místnosti kostela umístěna Eckertova knihovna, mapující dějiny evangelíků německé národnosti v českých zemích. Jádrem uvedené knihovny je knižní pozůstalost dr. Alfreda Eckerta (1934–2012).
Vedle kostela se nachází hřbitov.